# Complejo de la Evolución Humana
El Complejo de la Evolución Humana es una dotación de carácter científico y cultural situada en la ciudad española de Burgos.
Está formada por tres infraestructuras: 
- Centro Nacional de Investigación sobre la Evolución Humana (CENIEH)
- Auditorio y Palacio de Congresos (Fórum Evolución)
- Museo de la Evolución Humana (MEH)

## Localización
El complejo se encuentra en el Paseo Sierra de Atapuerca, al sur del río Arlanzón, en el centro de la ciudad.

## Historia
El proyecto fue promovido por el Ayuntamiento de Burgos durante la década de 1990, aunque no contó con apoyo definitivo de la Junta de Castilla y León hasta 10 años más tarde. En el año 2000, los Yacimientos de la sierra de Atapuerca engrosaron la lista de bienes Patrimonio de la Humanidad de la UNESCO, momento en el que las administraciones públicas impulsan la construcción del Complejo de la Evolución Humana en Burgos. Se asienta sobre las ruinas de lo que fue el Convento de San Pablo. Las obras se iniciaron en 2005, y terminaron completamente en 2012 con la apertura del Auditorio. Consta de tres edificios independientes e interdependientes a la vez, separados físicamente pero vinculados funcionalmente, gestionados por diferentes administraciones públicas (nacional, autonómica y local) con el objetivo común de investigar y divulgar.